# Alimnia
Alimnia of Alimia (Grieks: 'Αλιμνιά' of 'Αλιμιά') is een eiland in de Egeïsche Zee, westelijk van Rodos. Alimnia is 6,5 km² groot en relatief steil; 265m. Het eiland is sinds de prehistorie bewoond geweest, getuige archeologische vondsten. Sinds de oudheid leefde de bevolking van de visserij en van de opbrengsten van kleinschalige landbouw en veeteelt. De zorgvuldig aangelegde terrassen getuigen van de ijver van generaties.
In de middeleeuwen behoorde Alimnia bij de kruisvaardersstaat van de Johanniterridders van Rodos, die de vervallen acropolis ombouwden tot een versterkt fort. Alimnia deelde in de lotgevallen van de overige Dodekanesos eilanden en kwam in 1912 in handen van de Italianen. Dezen kozen het eiland - vanwege zijn diepe en beschutte baai - uit om er een onderzeebootbasis te vestigen. Toen de Duitsers in 1943 de heerschappij van de Italianen overnamen, namen zij ook de basis over en breidden de militaire aanleg verder uit.
Na de oorlog daalde het aantal inwoners gestaag. De waterputten werden niet meer onderhouden en de huizen vervielen. In de jaren zeventig raakte het eiland definitief onbewoond. Slechts de dorpskerk en de kloosterkerk van Sint Minas worden nog onderhouden. De priester van het naburige eiland Chalki is verantwoordelijk voor dit onderhoud.
Er zijn in de loop der tijd meerdere plannen geopperd om het verlaten eiland te exploiteren en een nieuw leven te geven. Vooralsnog zonder resultaat. Het eiland is sterk verwaarloosd, de schaaps- en geitenkudden van herders op Chalki worden aan hun lot overgelaten. Vissers die in de visrijke wateren rond het eiland werken, laten afval achter.